# Fingerring

Olika fingerringar

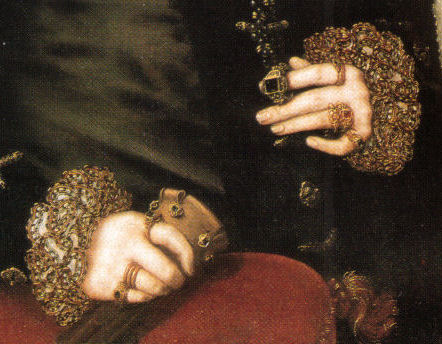
Fingerringar burna av Mary Nevill, baronessan Dacre.

Fingerring, är ett smycke som bärs kring fingret.
Fingerringen är kanske det smycke som har störst kulturell betydelse, bland annat som förlovningsring, vigselring, signetring, kamratring och examensring men används också som modeaccessoar.

## Historik
I äldre tider bars ringar inte blott som prydnad utan tjänade ett ändamål och var t. ex. vänskapssymbol, igenkännings-, värdighets- eller ämbetstecken och kunde även ha magisk innebörd.
Redan romarna använde ringen som trolovningssymbol, en sed som upptogs av de kristna. Släta trolovningsringar blev i Norden allmänt förekommande på 1800-talet.
Örringar, armringar och ringar om vristerna har tidvis förekommit hos många folk, även de nordiska.